# Raymond D'Addario

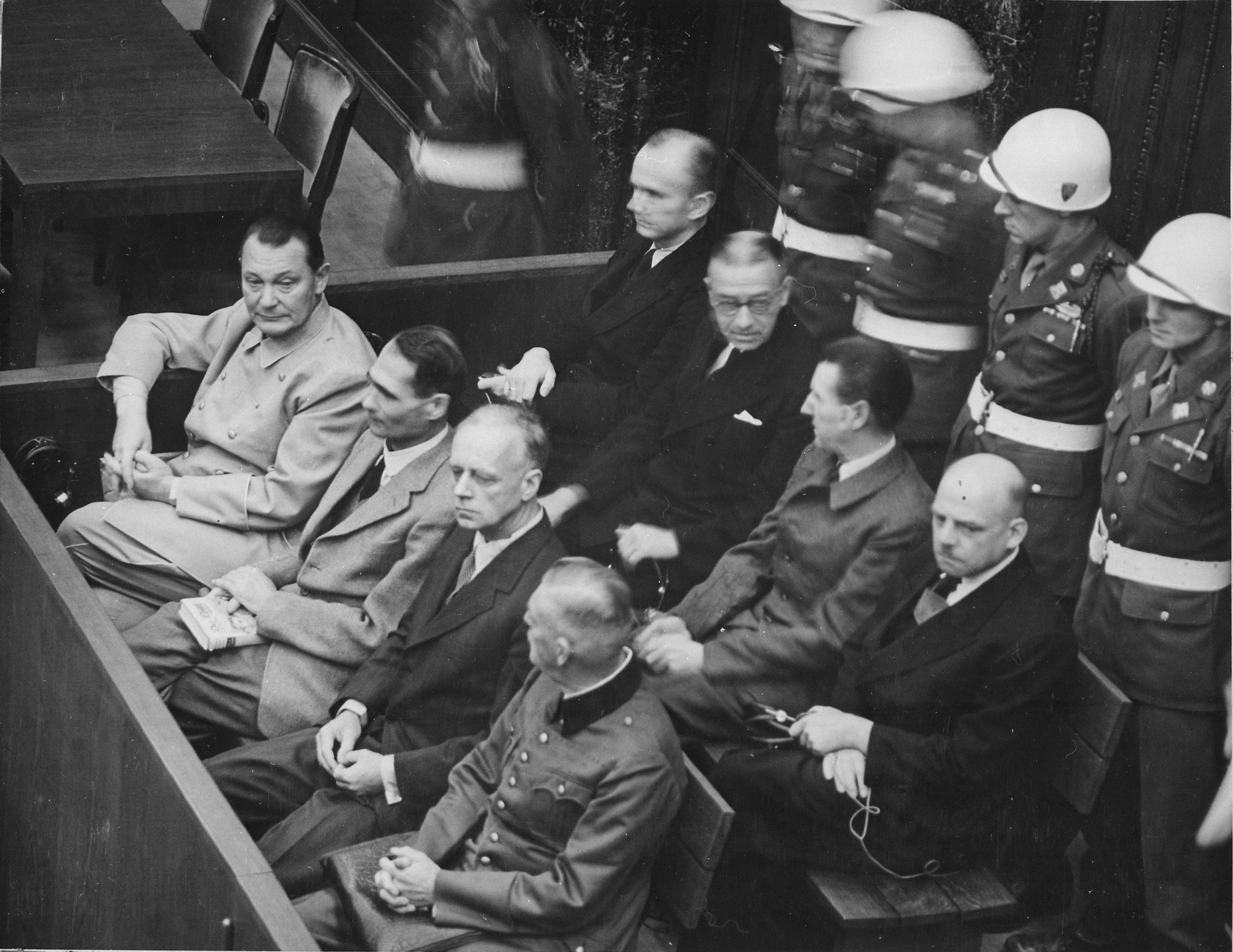
Delante, de arriba abajo: Hermann Göring, Rudolf Heß, Joachim von Ribbentrop, Wilhelm Keitel; detrás, de arriba abajo: Karl Dönitz, Erich Raeder, Baldur von Schirach, Fritz Sauckel. John Q. Barret, profesor de Derecho en la Universidad St. John y especialista en el proceso de Núremberg, señaló: "Tal vez, la imagen que mejor define el trabajo de D'Addario es la de los acusados situados juntos en la Sala 600 del palacio de Justicia. Esa imagen es conocida en todo el mundo, y si uno la silueteara y pidiera al azar a la gente que dijese lo que era, millones dirían correctamente 'Núremberg'".

Raymond D'Addario (Holyoke, 18 de agosto de 1920 - id., 13 de febrero de 2011) fue un fotógrafo estadounidense, conocido especialmente por sus imágenes de los jerarcas nazis en los juicios de Núremberg.
D'Addario trabajó como fotógrafo free lance a partir de 1938, convirtiendo su afición en su profesión. Alistado en el ejército de Estados Unidos antes de que éste entrase en la Segunda Guerra Mundial, tras el ataque japonés a Pearl Harbour fue destinado a Londres como fotógrafo del ejército. Seleccionado para cubrir los juicios de Núremberg junto con otros miembros del equipo del servicio de imágenes militar, fue el más prolífico de ellos. Tuvo que enfrentarse a las restricciones para la toma de imágenes que le impuso el tribunal, entre otras la de no usar flash. Las imágenes, de las que tomó miles, tanto en blanco y negro como en color, fueron las que se publicaron en toda la prensa internacional de los 21 encausados, algunas de ellas inmortales, que tienen un discurso propio. Aunque las más conocidas son las imágenes del banquillo de los acusados, también tomó imágenes singulares de los fiscales, del propio tribunal y de la ciudad de Núremberg, devastada por los bombardeos aliados en la guerra. Aunque se licenció al acabar los juicios de los líderes nazis, fue llamado de nuevo para ilustrar con imágenes otros juicios aliados de la guerra de más de 200 nazis. 